# Kleinkoschen

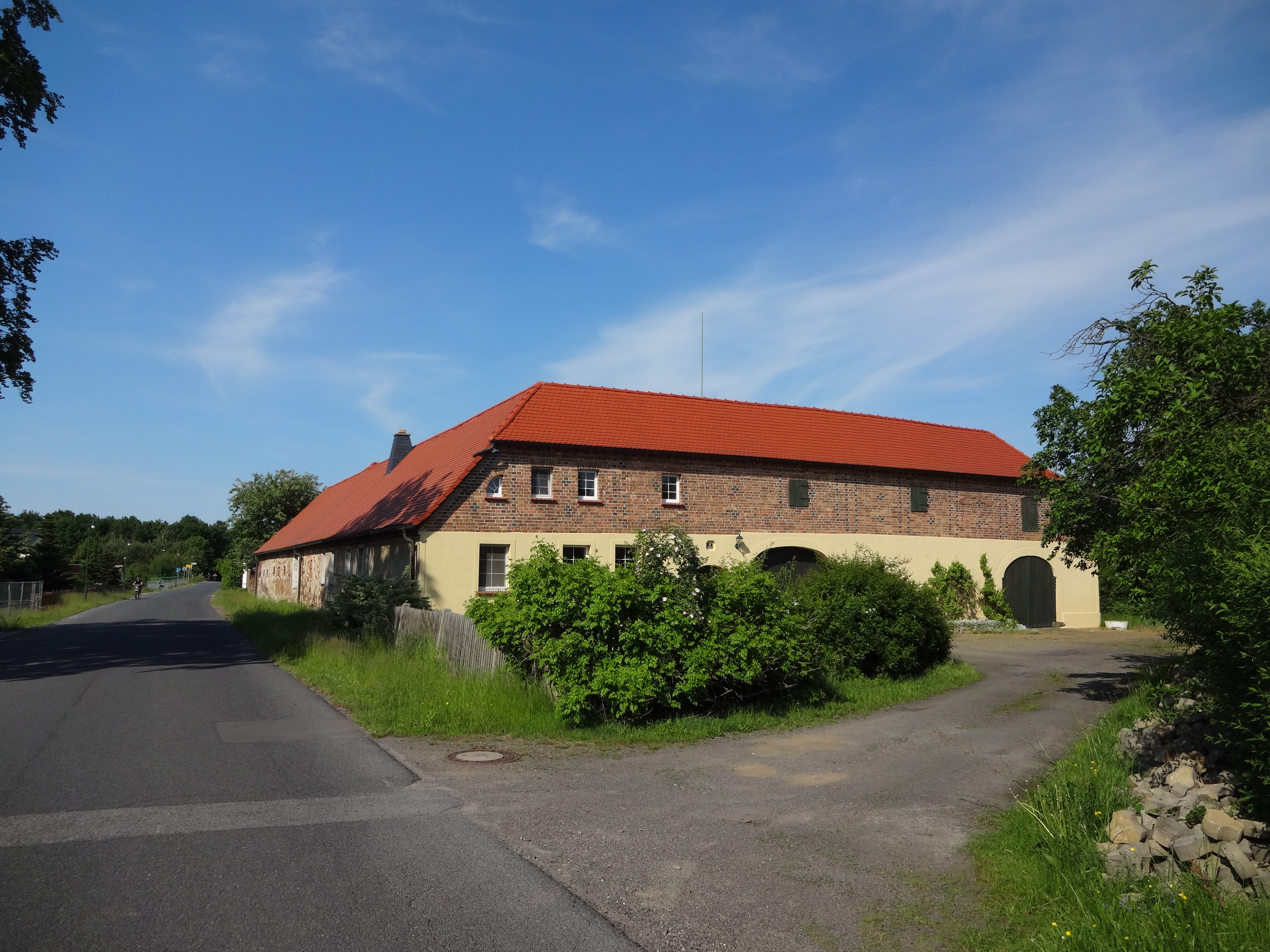
Gehöft in Kleinkoschen

Kleinkoschen, niedersorbisch Kóšynka, ist ein Gemeindeteil des Ortsteils Großkoschen der brandenburgischen Kreisstadt Senftenberg im Landkreis Oberspreewald-Lausitz.

## Geographische Lage

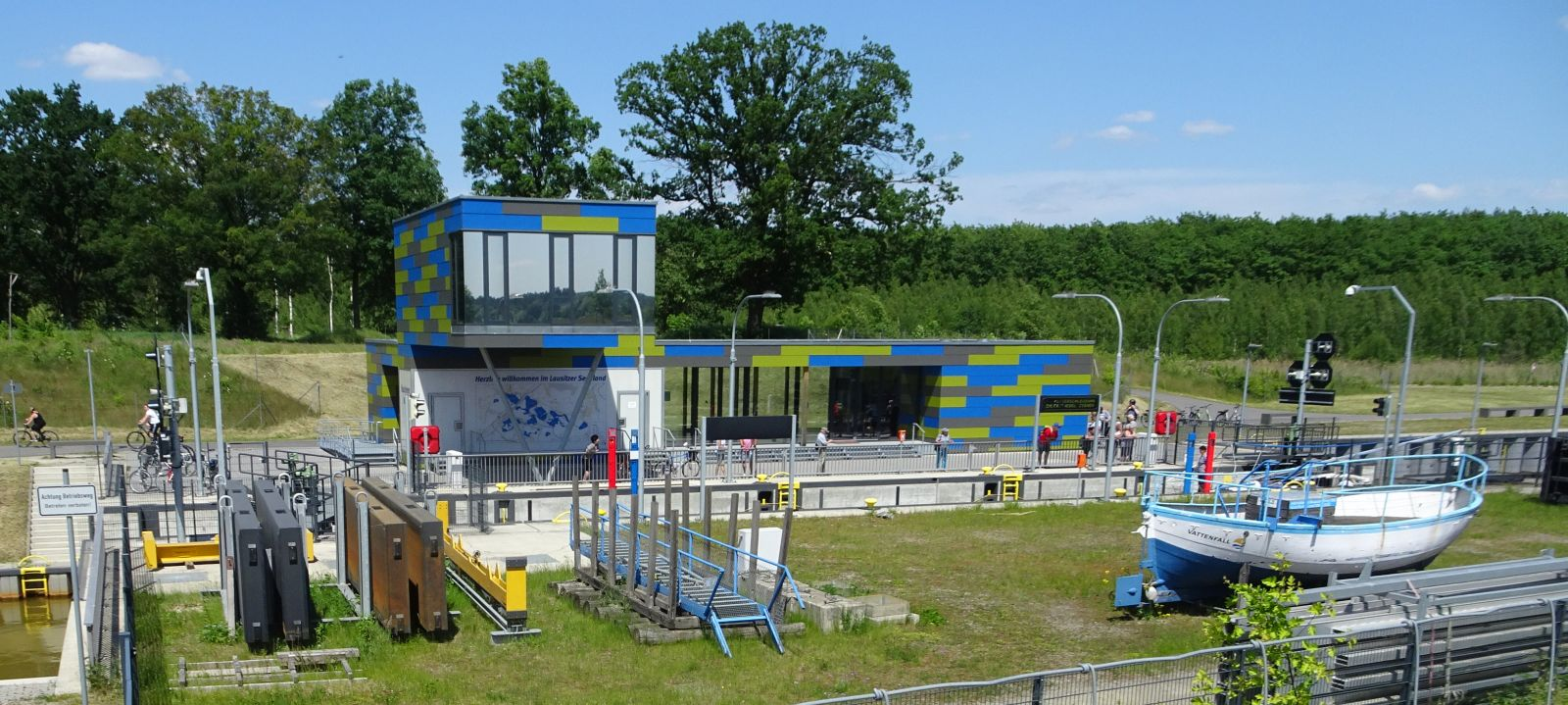
Schleuse am Koschener Kanal

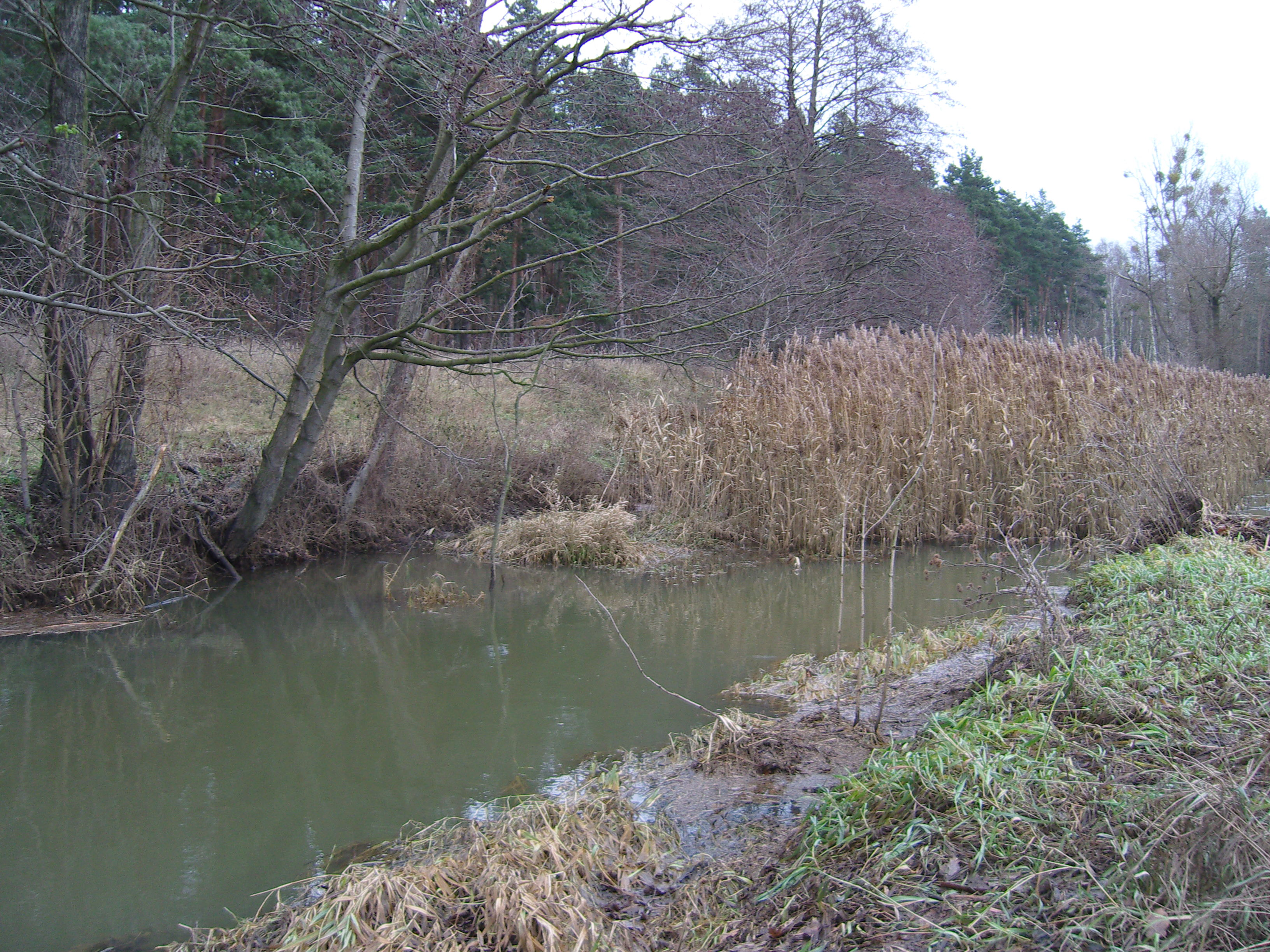
Einmündung der Sornoer Elster in die Schwarze Elster

Das Dorf Kleinkoschen befindet sich in der Niederlausitz. Es liegt am Ostufer des Senftenberger Sees, am Westufer des Geierswalder Sees und am Koschener Kanal (inkl. Schiffstunnel und Schleuse) sowie an der Schwarzen Elster. Bei Kleinkoschen mündet die Sornoer Elster in die Schwarze Elster.
Kleinkoschen ist zum Großteil von Senftenberger Ortsteilen umgeben, südlich liegt Großkoschen, westlich der Senftenberger See, nordwestlich Senftenberg, im Norden liegen Sedlitz und der Sedlitzer See. Im Osten und Südosten grenzt Kleinkoschen an die sächsische Gemeinde Elsterheide. Östlich befindet sich der Geierswalder See und südöstlich der Ort Geierswalde.

## Geschichte

### Deutung und Entwicklung des Ortsnamens
Der Name Koschen ist vom slawischen Kosua abgeleitet und bedeutet Weidenkorb bzw. Fischreuse. Dies deutet darauf hin, dass sowohl die Korbflechterei als auch der Fischreichtum der Gegend eine wichtige Erwerbsquelle der Einwohner war.
Der Name entwickelte sich von Cleine Koschen (1474) über Cleyn Koschen (1509) zum heute bekannten Namen.

### Chronik

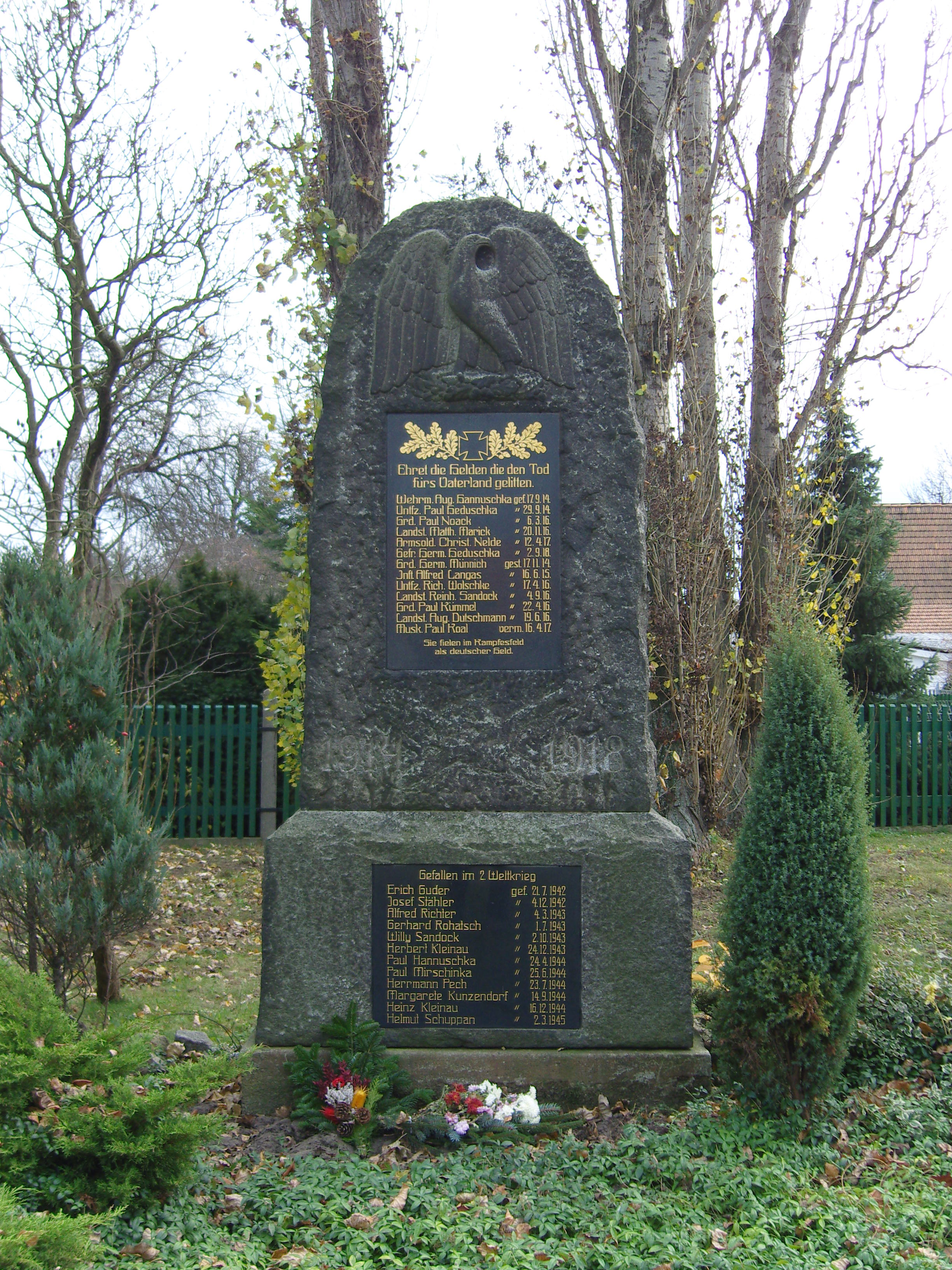
Kriegerdenkmal in Kleinkoschen

Das Platzdorf Kleinkoschen wurde 1474 erstmals urkundlich erwähnt. Kleinkoschen war bis zum Anfang des 20. Jahrhunderts wie viele Orte in der Umgebung sorbisch. Das älteste Siegel von Kleinkoschen aus dem Jahr 1738 zeigt zwei Fische. Durch Brände in den Jahren 1858 und 1860 wurde das Dorf vollständig zerstört. Mit Zunahme der Industriearbeiter wurde die sorbische Sprache allmählich verdrängt. Dem Tagebau Koschen fielen große Teile des Ortes zum Opfer. Das Tagebaurestloch füllte sich ab 1973 durch Grundwasseraufgang und wurde von 2004 bis 2013 aktiv geflutet. Aus diesem Tagebau entstand der Geierswalder See. Da dieser See auf der Grenze der Bundesländer Sachsen und Brandenburg liegt, trug er von brandenburgischer Seite den Namen Koschener See. Mittlerweile ist aber die Bezeichnung Geierswalder See anerkannt.
Am 1. Januar 1974 wurde Kleinkoschen in Großkoschen eingegliedert. In den 1990er Jahren wurde ein neues Wohngebiet in Kleinkoschen erschlossen, dies führte zu einem Einwohneranstieg des Ortsteils. Am 31. Dezember 2001 wurde Großkoschen mit Kleinkoschen nach Senftenberg eingemeindet.
Seit dem 9. September 2016 gehört Kleinkoschen zu dem das Prädikat Staatlich anerkannter Erholungsort tragenden Stadtbereich von Senftenberg.

### Einwohnerentwicklung
| Einwohnerentwicklung in Kleinkoschen von 1875 bis 1971 | Einwohnerentwicklung in Kleinkoschen von 1875 bis 1971 | Einwohnerentwicklung in Kleinkoschen von 1875 bis 1971 | Einwohnerentwicklung in Kleinkoschen von 1875 bis 1971 |
| Jahr                                                   | Einwohner                                              | Jahr                                                   | Einwohner                                              |
| ------------------------------------------------------ | ------------------------------------------------------ | ------------------------------------------------------ | ------------------------------------------------------ |
| 1875                                                   | 231                                                    | 1890                                                   | 258                                                    |
| 1910                                                   | 276                                                    | 1925                                                   | 287                                                    |
| 1933                                                   | 317                                                    | 1939                                                   | 278                                                    |
| 1946                                                   | 359                                                    | 1950                                                   | 326                                                    |
| 1964                                                   | 187                                                    | 1971                                                   | 174                                                    |

## Infrastruktur
Kleinkoschen liegt an der Bundesstraße 96.
Ende Februar 2008 wurde das alte Feuerwehrhaus in Kleinkoschen abgerissen. Der Neubau des Feuerwehrhauses mit Fahrzeughalle und Versammlungsraum wurde Ende 2008 fertiggestellt. Die Freiwillige Feuerwehr Kleinkoschen hat 25 Mitglieder, davon sind 16 aktive Feuerwehrleute (Stand: Mai 2008).
Der Ortsteil verfügt über das Ultraleichtfluggelände Kleinkoschen.